# Landungsari (Pekalongan Timur)
Landungsari is een bestuurslaag in het regentschap Pekalongan van de provincie Midden-Java, Indonesië. Landungsari telt 6754 inwoners (volkstelling 2010).